# David Grimaldi
David A. Grimaldi ( 22 de septiembre de 1957 (67 años) es un biólogo, entomólogo y conservador estadounidense, en el Museo Americano de Historia Natural de Nueva York, Sección de Zoología de Invertebrados.
Recibió su formación en la Universidad de Cornell, donde se doctoró en entomología en 1986. Ha sido profesor adjunto en la Universidad de Cornell, Universidad de Columbia y en la Universidad de Nueva York.
Es autoridad en la familia Drosophilidae (moscas de la fruta) y experto en fósiles en ámbar, y en historia geológica de insectos.
Grimaldi es autor de "Ámbar: Ventana al Pasado" y coautor con Michael S. Engel de Evolution of the Insects (2005).
Ha publicado numerosos artículos científicos en revistas especializadas.

## Otras publicaciones
- david a. Grimaldi, michael s. Engel. 2005. Evolution of the Insects. Cambridge Evolution Series. Edición ilustrada, reimpresa de Cambridge Univ. Press, 755 pp. ISBN 0521821495

## Honores

### Eponimia
1. Halitheres grimaldii Giribet & Dunlop (fósil Opiliones en ámbar Burmese)
2. Palaeoburmesebuthus grimaldii Lourenço (fósil scorpion en ámbar Burmese)
3. Ambradolon grimaldii Metz (fósil therevid fly en ámbar dominicano)
4. Cubanoptila grimaldii Wichard (fósil caddisfly en ámbar dominicano)
5. Ctenoplectrella grimaldii Engel (fósil de abeja en ámbar báltico)
6. Afrarchaea grimaldii Penney (fósil archaeid spider en ámbar Burmese)
7. Plectromerus grimaldii Nearns & Branham (fósil de abeja en ámbar dominicano)
8. Glabellula grimaldii Evenhuis (fósil Mythicomyiidae en ámbar dominicano)
9. Euliphora grimaldii Arillo & Mostovski (fósil mosca fórida en ámbar español)
10. Phyloblatta grimaldii Vršanský (fósil cucaracha del Triásico en Virginia)
11. Glyptotermes grimaldii Engel & Krishna (fósil termita en ámbar dominicano)
12. Burmadactylus grimaldii Heads (fósil grillo topo pigmeo en ámbar Burmese)

## Abreviatura (zoología)
La abreviatura Grimaldi  se emplea para indicar a David Grimaldi como autoridad en la descripción y taxonomía en zoología.

- La abreviatura «D.Grimaldi» se emplea para indicar a David Grimaldi como autoridad en la descripción y clasificación científica de los vegetales.[1]